# Chaco Austral
Il Chaco Austral è una delle tre principali suddivisioni del Gran Chaco.
Come indica il suo nome, si tratta del settore meridionale della regione chaquena. Il Chaco Austral è interamente ubicato in Argentina, abbracciando la totalità dell'omonima Provincia del Chaco e della Provincia di Santiago del Estero, la metà settentrionale della Provincia di Santa Fe, la parte orientale o zona bassa della Provincia di Salta e della Provincia di Formosa, e l'estremo nordest della Provincia di Córdoba.
Il Chaco Austral ha un'estensione di circa 399.100 km2, vale a dire di quasi un terzo superiore a quella dell'Italia.

## Confini
I confini naturali del Chaco Austral sono dati dall'antico letto del Rio Bermejo a nord, e tale confine segnala anche la linea di demarcazione rispetto al Chaco Central; la spaccatura entro cui scorrono il río Paraná e il río Paraguay funge da confine orientale; il río Paraná separa il Chaco Austral dalla regione chiamata Mesopotamia Argentina.